# Râul Argel
Râul Argel este un curs de apă, afluent al râului Moldovița. Se formează la confluența a două brațe Rădvanu și Porcescu

## Hărți
- Harta județului Suceava